# 麥可·葛瑞夫
麥可·葛瑞夫（英語：Michael Graves；1934年7月9日—2015年3月12日）是一位美國建築師，也是紐約五人的成員。他的知名度主要來自於美國Target品牌銷售的設計家庭用品。
葛瑞夫出生在印第安納州印第安納波利斯，1950年畢業於波德里波高中（Broad Ripple High School）。隨後在辛辛那提大學就讀學士學位，以及哈佛大學就讀碩士班。
1964年葛瑞夫在紐澤西州的普林斯頓開設了建築師事務所。同時也在普林斯頓大學的建築學院任教。他的建築師事務所在普林斯頓和紐約都有辦公室，除了管理他在Target品牌下的設計產品外，也負責各式各樣的商業建築案、室內設計案等。1999年，葛瑞夫獲得了美國国家艺术奖章。2001年更得到美國建築師學院（American Institute of Architects）的金獎。
2003年，不名病因（疑似細菌性腦膜炎）導致葛瑞夫腰部以下癱瘓，但他仍坐著輪椅積極參與各種設計案，包括底特律藝術學院的建築案。

## 作品
他現有的知名作品如下：
- Alexander House，普林斯頓，新澤西州，1971年-1973年
- Crooks House，韋恩堡（Fort Wayne），印第安納州，1976年
- HanselmannHouse，韋恩堡，印第安納州，1967年
- Portland Public Service Building，波特蘭，俄勒岡州，1982年
- Offentligt bibliotek，San Juan Capistrano，加利福尼亞州，1981年-1983年
- Humana Building，路易斯維爾，肯塔基州，1985年
- Ten Peachtree Place，亞特蘭大，喬治亞州，1990年
- Swan and Dolphin Resort，迪士尼世界，奧蘭多，佛羅里達州，1990年
- Team Disney Building，柏本克（Burbank），加利福尼亞州，1991年
- Michael C. Carlos Museum，Emory大學，亞特蘭大，1993年
- 1500 Ocean Drive，South Beach，佛羅里達州1993年
- Engineering Research Center，辛辛那提大學，俄亥俄州，1994年-1995年
- Bryan Hall，維吉尼亞大學，Charlottesville，維吉尼亞州，1995年
- 丹佛公立圖書館 -1996年
- 印第安納波利斯藝術中心（页面存档备份，存于），印第安納波利斯，印第安納州，1996年
- O'Reilly劇院，匹茲堡，1999年
- Topeka & Shawnee County Public Library，2001年
- Martel學院，萊斯大學，休斯敦，德克萨斯州，2002年
- 史前文化博物館，臺灣臺東，2002年
- 明尼亞波利斯藝術學院擴展，明尼亞波利斯，明尼蘇達州，2006年
- Alter Hall, The Fox School of Business，天普大學，費城賓夕法尼亞州，2006年

## 外部連結
- Official Website（页面存档备份，存于）
- Fast Company, August 2004: "A Design for Living"（页面存档备份，存于）

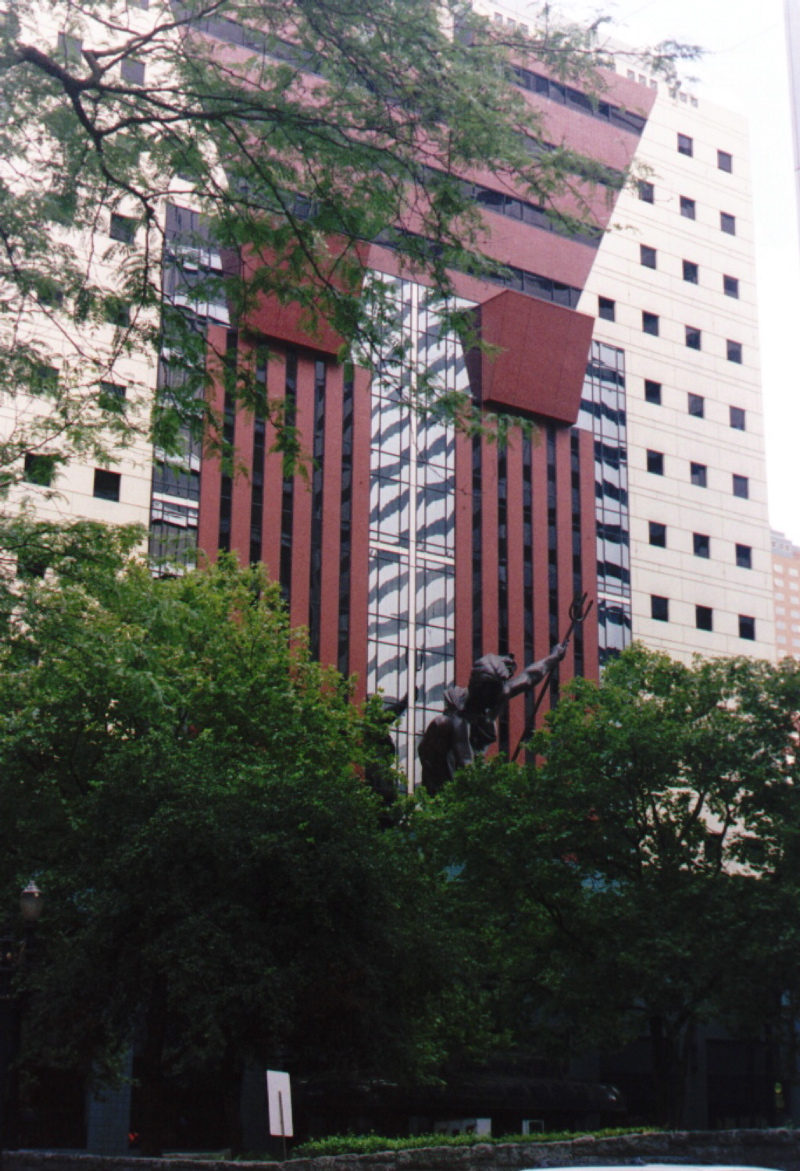
位在美國波特蘭的波特蘭公眾服務大樓（Portland Public Service Building）

- Archipedia: Michael Graves